# Signori del sistema
I Signori del sistema sono il gruppo di alieni parassitari Goa'uld più potenti dell'intera Via Lattea nella serie televisiva di fantascienza Stargate SG-1.

## Politica e organizzazione
L'assemblea dei Signori del Sistema comprende i Goa'uld più potenti a capo dei regni più vasti e degli eserciti maggiori.
Questa istituzione esercita il potere direttivo sui domini di tipo feudale che caratterizzano la società Goa'uld, di conseguenza, si trova di continuo a dover gestire i rapporti conflittuali tra un Signore e l'altro, bilanciando adeguatamente il potere tra un Goa'uld e l'altro.
Poiché le alleanze tra un Signore del Sistema e l'altro mutano a seconda del momento, il potere esercitato dall'assemblea risulta naturalmente più apparente che reale.
Sembra che alle leggi e alle decisioni del collettivo dei Signori del Sistema sfuggano impunemente i Goa'uld esiliati come Sokar.
Quando un Goa'uld muore o viene indebolito da minacce esterne, come nel caso di Ra ucciso dai membri della futura SG-1, il suo esercito viene assorbito da altri pretendenti.
Il sistema di comando è suddiviso in modo da identificare la seguente gerarchia:
- Il Goa'uld dominante, affiancato da una consorte, la Regina, e dai figli, ciascuno responsabile di un settore del regno stellare;
- I Goa'uld minori, solitamente a capo ciascuno di un singolo pianeta con compiti minori;
- Gli Ashrak, i Goa'uld scelti e addestrati in missioni di infiltrazione, sabotaggio e assassinio;
- Le milizie Jaffa, uomini usati come incubatori per i Goa'uld in stato larvale e come soldati resi invulnerabili dai poteri immunitari conferiti dalle stesse larve Goa'uld che custodiscono nel ventre.

Solo quando c'è un interesse comune a tutti, il collettivo dei Goa'uld si riunisce, per esempio per stipulare trattati, come il Trattato dei pianeti protetti.
In altri casi, l'assemblea si tiene per approvare o meno la riammissione di un Goa'uld al suo interno, come nel caso di Anubis.
Queste riunioni si svolgono in grande segreto, e in spazi neutrali, e in esse sono proibite sia le armi, di ogni genere, o le tecnologie di protezione. L'unico oggetto consentito è il Lo'taur, uno schiavo umano fedele e fidato che svolge mansioni di ogni genere tra cui quella di soccorrere il proprio padrone in caso di problemi.
I rapporti e le debolezze del collettivo dei Signori del Sistema sono sempre presi di mira dai Tok'ra, una piccola alleanza di Goa'uld che intende liberare gli umani oppressi dal dominio di questi falsi dei.

## I membri dell'assemblea
I Signori del Sistema più potenti sono stati, tra gli altri Ra, Apophis, acerrimo nemico di Ra, Yu, Cronus, Nirrti e, per alcuni secoli, il demoniaco Sokar.
Tra i Goa'uld minori si ricordano Zipacna, Bynarr e Imhotep.
Il Supremo Signore del Sistema viene scelto sulla base dei rapporti di forza sul campo di battaglia, tipico delle società feudali. Per secoli, questa posizione è stata rivestita da Ra, mentre di recente pare che sia stata contesa da Apophis e da Cronus.